# François Tabazan

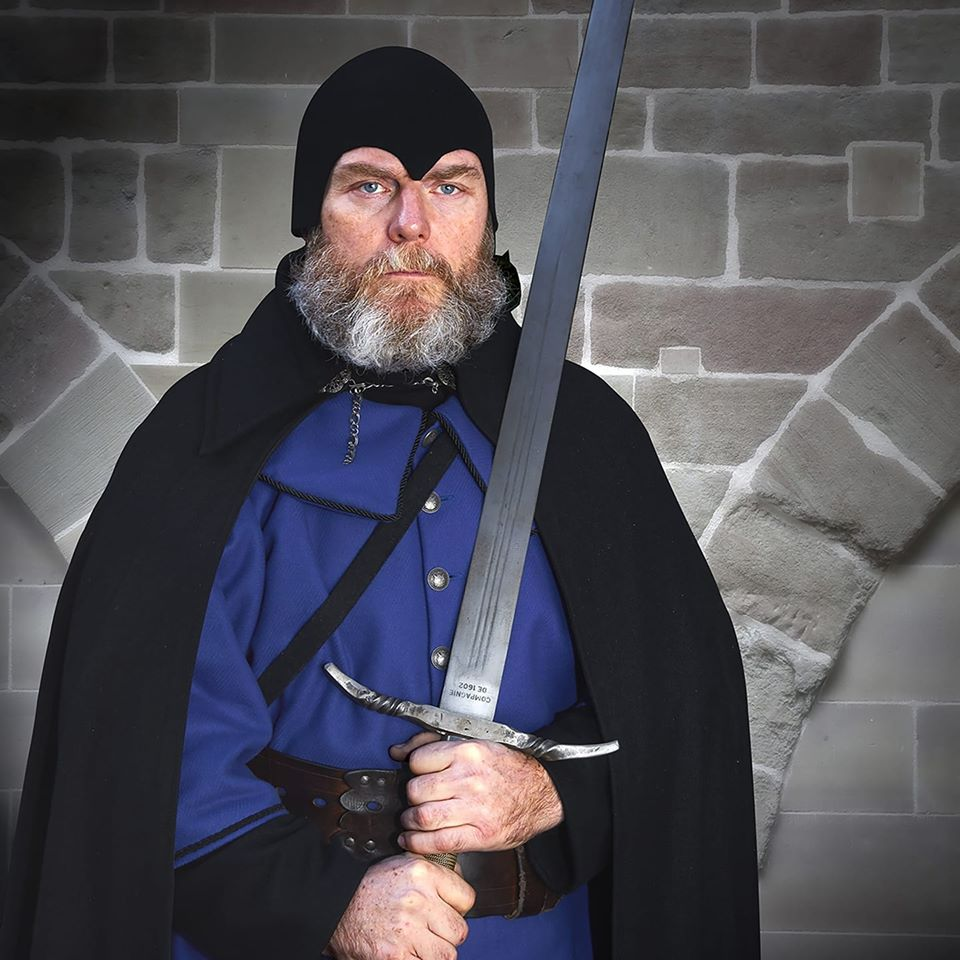
Personnage représentant le bourreau François Tabazan lors des célébrations de l'Escalade à Genève.

François Tabazan, né en 1534 et mort en 1624, est un bourreau genevois.

## Origines
Les Tabazan sont considérés tantôt comme des Gessiens, tantôt comme des Savoyards originaires de Chilly (depuis 1355, le Pays de Gex est soumis à l'autorité du duché de Savoie). Un Pierre Tabazan est reçu bourgeois de Genève en 1490, la famille est donc établie à Genève au moins un siècle avant l'Escalade.
Certains aïeux et enfants de François Tabazan auraient aussi été bourreaux. La fonction d'exécuteur des hautes œuvres de Justice se transmettait de génération en génération.

## Tabazan et l'Escalade
François Tabazan est connu par le rôle qu'il a joué le lendemain de l'attaque savoyarde sur Genève - l'Escalade - le 12 décembre 1602 ; il a en effet torturé par estrapade, puis pendu ou étranglé 13 prisonniers savoyards.
Strophes 30 et 33 du Cé qu'è lainô :
| Francoprovençal | Français |
| --- | --- |
| 30 Treize on an prai qu'étivon to an via ; I desivon : « De no ossi pedia ! » To an coudan qu'an payan leu rançon, I s'an irion saquion dan leu maison. | 30 Treize, on en prit qui étaient bien en vie ; Ils disaient : « De nous aussi ayez pitié ! » Tout en croyant qu'en payant leur rançon, Ils s'en iraient chacun dans leur maison. |
| 33 « Te ne sa pas : y a bin de la besogne : I son treizé qu'aron de la vergogne. Y lou fau to pandré et eitranglia; Dépasse-té, que ze m'an voi alla. » | 33 « Tu ne sais pas : il y a bien de la besogne : Ils sont treize qui auront honte. Il faut tous les pendre et les étrangler; Dépêche-toi, car je veux m'en aller. »              |

D'autres strophes de ce chant mentionnent Tabazan directement, voir le texte intégral du Cé qu'è lainô.
Il a ensuite décapité les corps des ennemis qu'il avait exécutés, ainsi que ceux de 54 autres cadavres d'assaillants. Les 67 corps furent jetés dans le Rhône et les 67 têtes exposées au bout de piques, au lieu même de l'attaque savoyarde, sur le bastion de l'Oye. Les têtes ainsi exposées jusqu'au 21 juillet 1603, date la signature du traité de Saint-Julien, devaient montrer à ceux qui voulaient s'en prendre à Genève, quel sort leur serait réservé. Hasard ou non, le nombre de 67 têtes tranchées - bien attesté - coïncide avec les 67 ans de l'adoption de la Réforme depuis 1535-1536 (officiellement le 21 mai 1536), Réforme qui avait justement été mise en péril par l'attaque.
L'atrocité et la cruauté de la mise à mort des prisonniers savoyards doivent être remises dans leur contexte. En effet, en 1602, Genève et la Savoie étaient liés par des accords de non-agression. Le duc Charles-Emmanuel Ier avait en effet juré, après plusieurs décennies de guerres, de laisser Genève en paix. La justice genevoise considéra donc cette agression nocturne et surprise comme le fait de brigands et de voleurs.

## Postérité

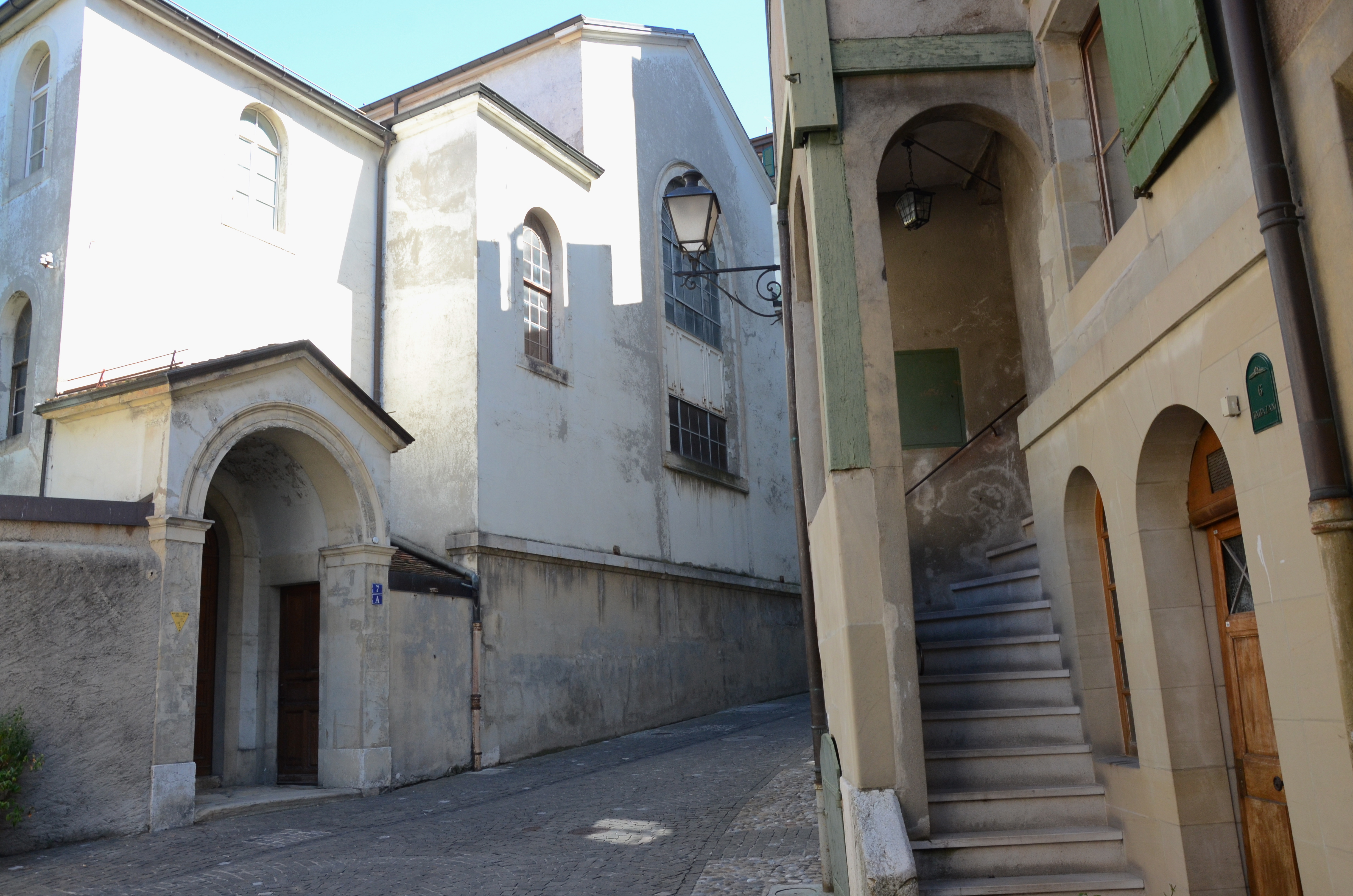
Rue Tabazan, à droite la maison de la famille Tabazan.

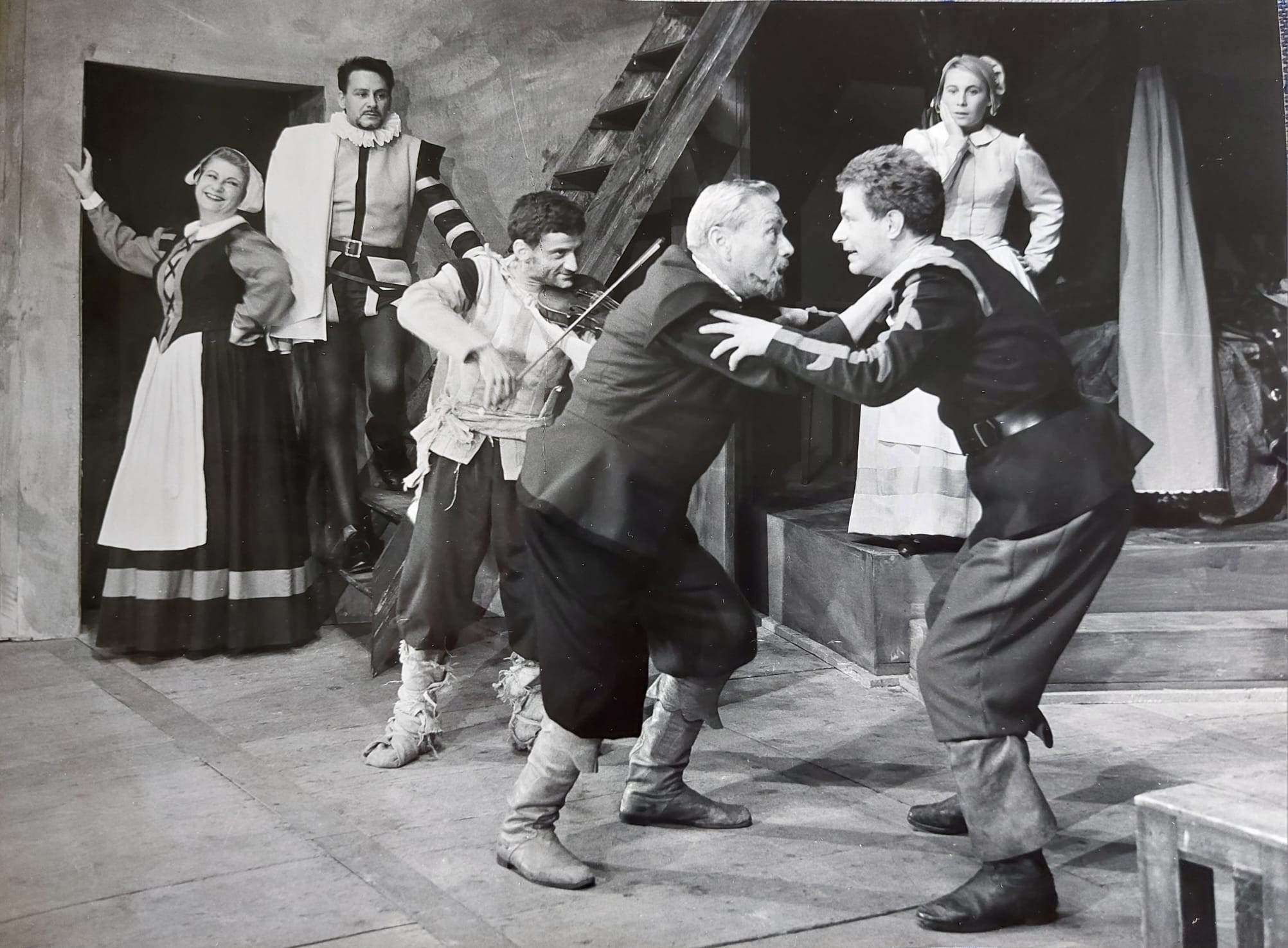
Spectacle Tabazan en 1962.

Une rue de la ville de Genève a été nommée en l'honneur de la famille Tabazan. Elle se situe en vieille-ville de Genève, parallèle à la rue Beauregard, et débouche d'un côté sur la rue de l'Athénée, de l'autre sur la place Franz-Liszt. Au n°9 de la rue, est suspendue une enseigne représentant un bourreau, coiffé d'un bonnet rouge, l'épée à la main. Mais c’est au n°6 de la rue Tabazan qu’ont vécu le bourreau et sa famille. Le détail qui distingue la maison du bourreau, au n°6, est l’escalier extérieur qui désignait, à l’époque où existaient encore des bourreaux à Genève, une maison dite de fonction.
Par ailleurs, l'écrivain genevois Jacques Aeschlimann a mis en scène François Tabazan et sa famille dans sa pièce Tabazan ou le Bourreau de Genève. Celle-ci fut jouée d'abord en 1950, avec une mise en scène de Jean Hort, au Théâtre de la Cour Saint-Pierre à Genève, puis en 1962 à la Comédie de Genève, avec une mise en scène de William Jacques. La représentation de 1950 fut ensuite diffusée par la Radio Suisse Romande en 1977.
De nos jours, lors du cortège de l'Escalade, une fois par an, un participant (M.BULA Stephan) porte un costume de bourreau de l'époque, habillé de noir et violet couleurs de la Justice, portant épée d'exécution et nœud coulant.